# Anselmo Domingos
Anselmo Domingos fue un escritor y editor brasileño, responsable de publicación de mayor éxito en la Era de la Radio brasileña, la Revista do Rádio.

## Biografía
Anselmo Domingos comenzó su carrera escribiendo radionovelas, de carácter religioso, ya que era muy católico, a pesar de haberse declarado homosexual.
En 1949 lanzó la revista que fue el inicio de su éxito editorial y circuló hasta 1969. En esta, Domingos escribía el artículo principal de la revista, a partir de 1955.
Al final de su vida se volvió adicto a la cocaína, lo que le llevó a su ruina y, finalmente, a su muerte a comienzos de la década de 1970, cerca de los 50 años de edad.